# Scaptesyle aroa
Scaptesyle aroa är en fjärilsart som beskrevs av George Thomas Bethune-Baker 1904. Scaptesyle aroa ingår i släktet Scaptesyle och familjen björnspinnare. Inga underarter finns listade.